# Ozero Zhaksytuz
Ozero Zhaksytuz (kazakiska: Zhaqsytuz Köli) är en saltsjö i Kazakstan. Den ligger i den nordöstra delen av landet, 210 km nordost om huvudstaden Astana. Arean är 14,2 kvadratkilometer.